# Rózsa Miklós (művészeti író)
Rózsa Miklós, eredetileg Rosenthal Miklós (Pápa, 1873. március 12. – Budapest, 1945. január 9.) magyar újságíró, művészeti író és művészettörténész, a képzőművészetben elsősorban a modern stílusirányzatokat tanulmányozta. Írói álneve: Tövis.

## Életpályája
Rosenthal Mór tanító és Reiner Franciska fia. Még születése előtt apja meghalt, így anyja nevelte. A négy alsó osztályt a pápai katolikus gimnáziumban végezte, ötödiktől a református kollégiumban tanult. Minthogy görög nyelvből megbukott, anyja kivette az iskolából és könyvesboltba adta segédnek. Már ekkor verseket, cikkeket írt a dunántúli lapokba és a helyi újságok munkatársa volt.
1892-ben a Pesti Naplónak dolgozott. 1893-ban került végleg a fővárosba, ahol a Magyar Hirlap, utóbb a Budapesti Napló belső munkatársa lett. Közben magánúton befejezte középiskolai tanulmányait, később a budapesti egyetemen jogi diplomát szerzett. 1894-ben népszínművet írt Justh Zsigmond Gányó Julcsa című regényéből (A hit), de a darabot akkor még a Népszínház nem mutatta be. „Rózsa 1902-ben – már jóval Justh Zsigmond halála után – újra elővette a drámát s kijárta, hogy előadják.” 1896-ban a Párizsból hazatért Munkácsy Mihálynak volt titkára. Képzőművészeti ismereteit főként külföldön, müncheni és párizsi útjain sajátította el. Több lapba és folyóiratba írt, elsősorban képzőművészeti tárgyú cikkei, kiállításokról szóló ismertetői, műkritikái jelentősek.
1909-ben megalapította a Művészházat, melynek ügyvezető és művészeti igazgatója lett; négy évig titkára volt a Nemzeti Szalonnak. Évekig munkatársként és egy ideig szerkesztőként dolgozott A Hét-nél. „A kommün alatt A Hét egyik vezető újságírójaként fogalmazta meg kritikáit a Károlyi-rezsimmel, majd a kommunista diktatúrával szemben.” A lap megjelenését egyébként alig egy héttel a kommün kikiáltása után, 1919. március 27-én betiltották.
Házassága folytán a Madarassy Beck bankárdinasztia köreihez tartozott. 1922-től az újonnan megnyitott fővárosi Corvin mozi (akkor Corvin Színház) „művészeti vezetését és legfőbb irányítását dr. Rózsa Miklós, a Magyar Városi Bank igazgatója fogja intézni.” Házastársa Beck Blanka írónő (1880–1964) volt, akivel 1902. augusztus 3-án Budapesten kötött házasságot.
1928-tól több kiállítást rendezett a budapesti Tamás Galériában és igyekezett a modern magyar képzőművészet számára a közönség támogatását megnyerni. Szerkesztette a Modern művészet és szabad művészet és a KÚT című folyóiratokat, ez utóbbi az 1924-ben alakult Képzőművészek Új Társasága KÚT művészcsoport folyóirata volt 1926-27-ben. A KÚT művészeti igazgatójaként is a modern festők és általában a modern festészet elismertetéséért küzdött. Miután az 1930-as évek közepén ügyvédi oklevelet szerzett, ügyvédi tevékenységet folytatott.
Rózsa Miklóst a holokauszt áldozatai között tartják számon, de halála körülményeit csak felületesen vagy egyáltalán nem említik.

## Munkái
- Szélcsend (Költemények, Justh Zsigmond előszavával. Budapest, 1894)
- Tövis: Huszárszerelmek; Sachs–Pollák, Bp., 1896
- Tévelygések (Budapest, 1897)
- Az őserdők lakója. Elbeszélés az amerikai életből; magyar ifjúság számára átd. Rózsa Miklós; Sachs-Pollák, Bp., 1898
- Gyermekvilág. Szép elbeszélések; magyar ifjúság számára átd. Rózsa Miklós; Sachs-Pollák, Bp., 1898
- Nászút hármasban (Budapest, 1899)
- Rózsa Miklós: A hit. Népszínmű; Justh Zsigmond Gányó Julcsa novellája alapján; Lampel, Bp., 1902 (Fővárosi színházak műsora) – bem. Népszínház, 1902. november 22.
- A prémvadász. Napnyugati történet; magyar ifjúság számára átd. Rózsa Miklós; Sachs, Bp., 1905
- Gyermekvilág. Szép elbeszélések; magyar ifjúság számára átd. Rózsa Miklós; Sachs, Bp., 1905
- Az indiánok között. Elbeszélés; magyar ifjúság számára átd. Rózsa Miklós; Sachs, Bp., 1905
- Kecskeméthy Aurél naplója. 1851-1878; sajtó alá rend., bev., jegyz. Rózsa Miklós; Franklin, Bp., 1909
- A két Bólyai. Színmű; Dante, Bp., 1932

### Művészettörténeti kötetei

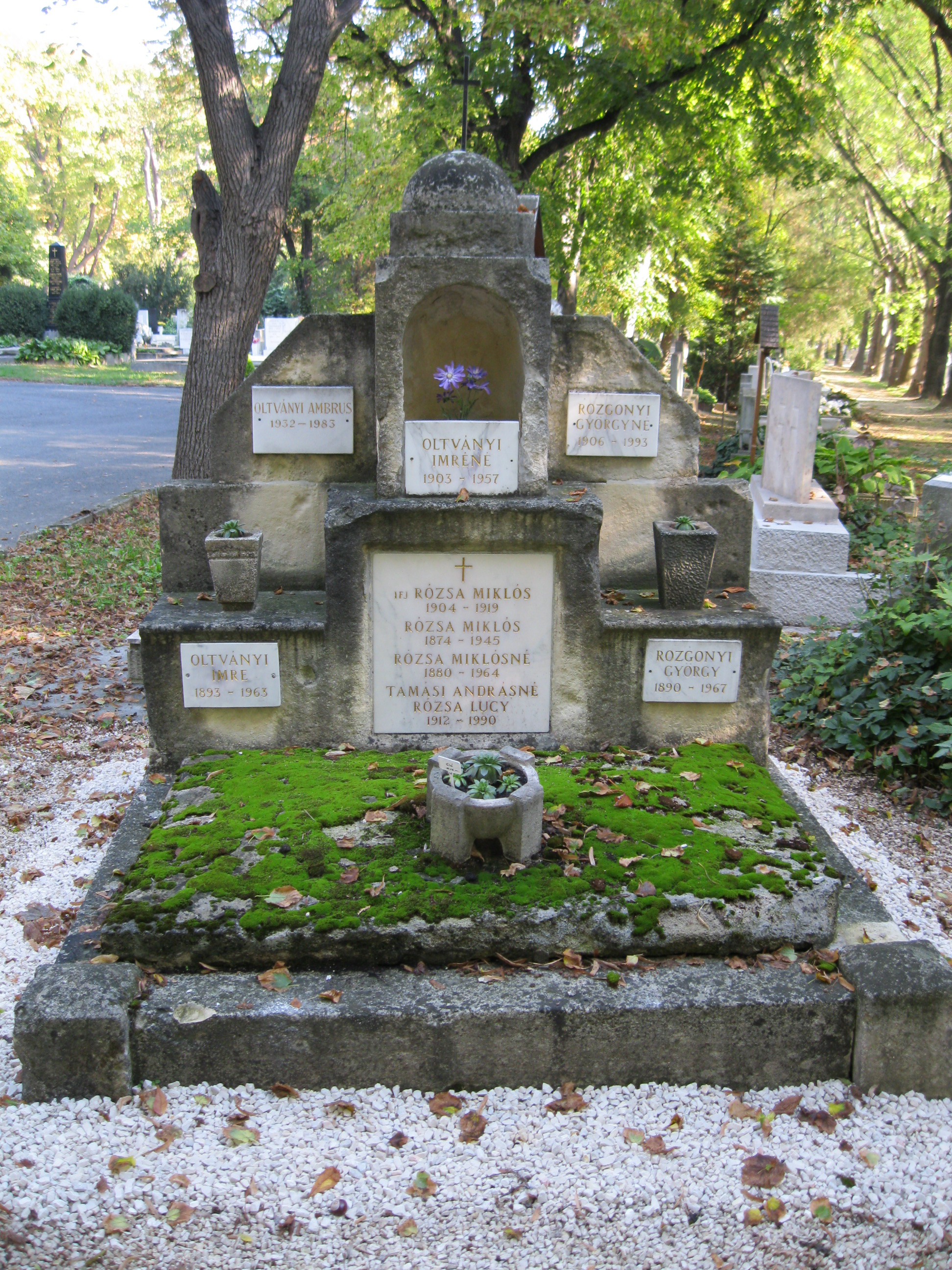
Sírja a Farkasréti temetőben

- A népművészetről. In: Malonyay Dezső: A magyar nép művészete. (1900-1908)
- Margitay Tihamér művei. Kiállítás. Budapest, Nemzeti Szalon, 1903 / Rózsa Miklós: Margitay Tihamér élete és művészete; Nemzeti Szalon, Bp., 1903
- Zichi Mihály művei. Nemzeti Szalon kiállítása / Rózsa Miklós: Zichy Mihály élete és művészete; Nemzeti Szalon, Bp., 191?
- Kalauz a Művészház Nemzetközi Impresszionista Kiállításához. 1910. április–május; szerk. Rózsa Miklós; Jókai Ny., Bp., 1910
- Kalauz a Művészház Kernstock Károly retrospektív kiállításához. 1911. november–december; szerk. Rózsa Miklós; Művészház, Bp., 1911
- Vaszary János–Lázár Béla–Rózsa Miklósː Vaszary János gyűjteményes kiállítása a Művészházban 1912. évi március-április havában. Katalógus; Verseny Ny., Bp., 1912
- Kalauz a Művészház palotafelavató kiállítására; szerk. Rózsa Miklós, sajtó alá rend. Gara Arnold; Művészház Művészeti Egyesület, Bp., 1913
- A magyar impresszionista festészet; Pallas, Bp., 1914
- Művészi kistükör. A női szépség, szerelem és divat hármaskönyve; Magyar Lap- és Könyvkiadó, Bp., 1922
- A női szépség esztétikája. A női szépség, szerelem és divat hármaskönyve; Kultúra, Bp., 1923
- Művészet és szépség; a fába metszett díszeket és a tipográfiát Reitner László rajzolta; Anonymus, Bp., 1943

### Fordításai
- Paul de Kock: A férj, a feleség és a szerető; ford. Rózsa Miklós; Sachs–Pollák, Bp., s.a.
- Paul de Kock: Márton úr szamara; ford. Rózsa Miklós; Sachs és Pollák, Bp., 1897
- A belvillei szűz (Kock Pál után. Budapest, 1898)
- A szerelem jelszava (Kock Pál [Paul de Kock] után. Budapest, 1898)
- A háromszoknyás leány (Kock Pál után. Budapest, év n.)
- A lángban álló szigettenger (Verne Gyula után, franciából átdolg. Budapest, 1899)
- A kozákok. Elbeszélés a Kaukázusból (Lev Nyikolajevics Tolsztoj után. Budapest, 1900)
- A harmincéves asszony (Honoré de Balzac után. Budapest, 1900)
- Művészházasságok és egyéb elbeszélések (Alphonse Daudet után. Budapest, 1900)
- Idyllek (P. Louys [Pierre Louÿs] után. Budapest, 1901)
- Müller Gusztáv Adolf: Sámson és Delila. Három szerelmes éjszaka; ford. Rózsa Miklós; Sachs, Bp., 1904
- Pierre Corrard: A szeretők iskolája; ford. Rózsa Miklós; Sachs, Bp., 1908